# Martin Härnqvist
Martin Härnqvist, född 1948, är en svensk statistiker och författare.
Härnqvist är har studerat matematik och statistik och disputerade 1979 på en avhandling om sannolikhetsmodeller för populationstillväxt. Han har arbetat i tio år som IT-konsult på ett försäkringsbolag och har därifrån hämtat stoff till sina tre böcker om försäkringsutredaren Sofia Hasselberg.